# Un certain sourire (roman)
Un certain sourire est le deuxième roman de Françoise Sagan, publié en 1956.

## Résumé
Dominique, étudiante à Paris, a un amant, Bertrand, qui un jour lui présente son oncle Luc, un homme d'affaires, et sa femme Françoise. Luc et Dominique sont conscients qu'ils éprouvent une attraction l'un pour l'autre dès le début, mais Dominique se retient par crainte de blesser tant Bertrand que Françoise, à laquelle elle est attachée étroitement. Pourtant, ils décident de devenir amants et passent deux semaines à Cannes, tout en se promettant de ne pas tomber amoureux. Ils ont une profonde peur de heurter leurs partenaires, mais encore plus de se lasser.
À l'issue de ces deux semaines et au moment de la séparation, Dominique se rend compte qu'elle est peut-être amoureuse de Luc. Ils passent d'autres nuits ensemble, mais cette fois empreintes de la triste certitude que Luc n'éprouve pas les mêmes sentiments pour Dominique.
Quand Françoise finit par découvrir l'affaire, Dominique doit apprendre à se remettre de sa relation avec Luc et à accepter son caractère éphémère.

## Incipit
L'incipit du roman est : « Nous avions passé l’après-midi dans un café de la rue Saint-Jacques, un après-midi de printemps comme les autres. Je m’ennuyais un peu, modestement ; je me promenais de la machine à disques à la fenêtre pendant que Bertrand discutait le cours de Spire. Je me souviens qu’à un moment, m’étant appuyé à la machine, j’avais regardé le disque se lever, lentement, pour aller se poser de biais contre le saphir, presque tendrement, comme une joue. ».